# Vexilla vexillum
Vexilla vexillum, cuyo nombre común es vexillum concha de roca, es una especie de caracol de mar, un molusco gastrópodo marino de la familia Muricidae (caracoles de roca).